# Institut de recherches cliniques de Montréal
 (août 2025).
Motif : Ou sont les sources secondaires centrées qui permettent de répondre aux critères de WP:CAAN?
- Archive Wikiwix
- Bing
- Cairn
- DuckDuckGo
- E. Universalis
- Gallica
- Google
- G. Books
- G. News
- G. Scholar
- Persée
- Qwant
- (zh) Baidu
- (ru) Yandex
- (wd) trouver des œuvres sur Wikidata

| 1. | Préciser le motif de la pose du bandeau. | Précisez le motif de la pose du bandeau en utilisant la syntaxe suivante : {{admissibilité à vérifier\|date=août 2025\|motif=remplacez ce texte par le motif}}                                                    |
| 2. | Informer les utilisateurs concernés.     | Pensez à avertir le créateur de l'article, par exemple, en insérant le code ci-dessous sur sa page de discussion : {{subst:avertissement admissibilité à vérifier\|Institut de recherches cliniques de Montréal}} |

 (août 2025).
L'Institut de recherches cliniques de Montréal (IRCM) est un centre de recherche situé à Montréal, Québec (Canada), affilié à l'Université de Montréal et associé à l'Université McGill. Avec sa communauté interne de plus de 400 personnes, l'IRCM accueille 35 laboratoires de recherche, 4 centres de recherche, ainsi que six cliniques surspécialisées, dont une dédiée à la recherche sur la COVID longue. 
Les activités de recherche de l'IRCM couvrent diverses disciplines biomédicales et sont dirigées par une cinquantaine de chercheuses et chercheurs, dont plusieurs sommités mondiales, et des centaines d'étudiant·e·s et professionnel·le·s en provenance des quatre coins du globe.
Misant sur l'excellence scientifique et inspiré par la vie, l'IRCM se veut une sphère où recherche clinique et fondamentale se côtoient en faveur d'une meilleure compréhension des causes de maladies et du développement de nouvelles avenues thérapeutiques.
En cela, la clinique de l'IRCM accueille chaque année plus de 3000 patient·e·s, à la recherche de solutions face au diabète, à l'hypertension, aux maladies cardiovasculaires et dégénératives, ainsi qu'aux maladies rares et génétiques.

## Mission
L'Institut de recherches cliniques de Montréal (IRCM) est un organisme à but non lucratif dédié à la recherche biomédicale fondamentale et clinique, tout en assurant la formation d'une relève scientifique de haut niveau dans un environnement technologique innovant.
En 2024, la communauté de l'IRCM compte environ 425 personnes et regroupe 35 laboratoires dont les travaux de recherche portent notamment sur le cancer, l'immunologie, la neuroscience, les maladies cardiovasculaires et métaboliques, la biologie des systèmes et la chimie médicinale. L'IRCM dirige également des cliniques de recherche spécialisées, dont celles en hypertension, en nutrition et en diabète, en plus d'un centre de recherche sur les maladies rares et génétiques chez l'adulte ainsi que d'une clinique de recherche en Covid longue.
L'IRCM est affilié à l'Université de Montréal et associé à l'Université McGill. Sa clinique est affiliée au Centre hospitalier de l'Université de Montréal (CHUM).

## Historique
L'institut a été créé en 1967 par le docteur Jacques Genest. D'abord fondateur en 1952 du premier département de recherche clinique de l'hôpital Hôtel-Dieu de Montréal, Jacques Genest a été nommé doyen de la Faculté de Médecine de l'Université McGill en 1964. Cette position lui offre les appuis permettant la mise sur pied d'un institut de recherche. Avec l'aide de l'avocat Marcel Piché, il fonde la corporation du Centre médical Claude-Bernard.
En 1965, le centre est nommé Institut de diagnostic et de recherches cliniques de Montréal et n'adoptera son nom actuel d'Institut de recherches cliniques de Montréal qu'en 1986. Conservant ses liens avec l'Hôtel-Dieu de Montréal, l'Institut signe en décembre 1964 un contrat d'affiliation d'une durée de 25 ans. Cette entente stipulait que les cliniciens-chercheurs seraient membres du corps médical de l'Hôtel-Dieu, leur assurant ainsi un contact avec les malades. L'Institut fournirait en échange des analyses de laboratoire. Eric Kierans, ministre de la Santé du Québec, inaugure le début de la construction en janvier 1966. Conçu par David, Barott et Boulva et achevé en 1968, la conception du bâtiment s'inspire des plus récents centres de recherche américains et canadiens. Des espaces supplémentaires sont déjà prévus pour un agrandissement futur. En 1967, l'IRCM devient affilié à l'Université de Montréal, permettant des activités d'enseignement accrues et le recrutement d'étudiant·e·s aux cycles supérieurs.
En 1976, le Centre de bioéthique est fondé par le Dr David J. Roy. En 1992, une nouvelle aile est inaugurée (bloc Basset) et en 2003, un projet d'agrandissement et de rajeunissement des locaux est entrepris. Le 24 mars 2006, les nouveaux laboratoires et la nouvelle clinique de l'Institut sont inaugurés en présence de Raymond Bachand, ministre du Développement économique, de l'Innovation et de l'Exportation du Québec. L'immeuble compte aujourd'hui 26 500 m2.

## Principaux dirigeants
- 1967-1984 : Jacques Genest, directeur scientifique et fondateur
- 1984-1994 : Michel Chrétien, chef de la direction et directeur scientifique
- 1994-2004 : Yvan Guindon, chef de la direction et directeur scientifique
- 2004-2006 : Louis-Gilles Durand, président et directeur scientifique intérimaire
- 2006-2019 : Tarik Möröy, président et directeur scientifique
- 2019-2021 : Max Fehlmann, président et directeur scientifique
- 2021- : Jean-François Côté, président et directeur scientifique[4]

## Financement
L'IRCM est un organisme à but non lucratif, dont le financement provient de diverses sources.
D'une part, le fonctionnement de l'Institut est assuré par des subventions du ministère de l'Économie et de l'Innovation (MEI), du Ministère de la Santé et de Services sociaux du Québec (MSSS), du Fonds la recherche du Québec (FRQ) - Secteur Santé et d'autres organismes subventionnaires nationaux.
D'autre part, l'IRCM finance une partie de ses activités grâce à la générosité d'entreprises et du grand public, par l'entremise d'activités de financement et des dons recueillis par la Fondation de l'IRCM.
Enfin, les chercheurs et chercheuses de l'Institut doivent obtenir les subventions nécessaires à leurs projets de recherche auprès d'organismes subventionnaires nationaux et internationaux en maintenant l'excellence de leurs travaux et démontrant leur potentiel pour l'avancement de la connaissance en santé.

## La recherche scientifique à l'IRCM

### Les laboratoires (unités) de recherche fondamentale
L'IRCM est composé d'une trentaine de laboratoires dits unités de recherche. Parmi eux, on compte 3 Chaires de recherche du Canada et 9 chaires philanthropiques. L'ensemble des chercheurs et chercheuses de l'IRCM est affilié à l'Université de Montréal et plusieurs le sont aussi à l'Université McGill. Ils et elles sont nombreux·ses à assumer des charges professorales et d'enseignement à l'Université de Montréal et à l'Université McGill.
Les thématiques de recherche au sein de l'Institut sont subdivisées selon 4 centres : 
- Centre de recherche en santé cardiométabolique,
- Centre de recherche en cancer,
- Centre de recherche sur les maladies génétiques et neurologiques et
- Centre de recherche en immunité, inflammation et maladies infectieuses[5].

En date de septembre 2024, les chercheurs et chercheuses responsables de chacun des centres de recherche sont:
| Centre de recherche en santé cardiométabolique  | Centre de recherche en cancer                             | Centre de recherche sur les maladies génétiques et neurologiques | Centre de recherche en immunité, inflammation et maladies infectieuses |
| Co-responsables : - Jennifer Estall - May Faraj | Co-responsables : - Jean-François Côté - Frédéric Charron | Co-responsables : - Marie Kmita - Jacques Drouin                 | Co-responsables : - Javier Di Noia - Woong-Kyung Suh                   |

Chaque année, les chercheurs et chercheuses de l'IRCM publient leurs travaux novateurs dans des journaux scientifiques parmi les plus réputés au monde, tel que Nature, Neurone, Journal of Clinical Investigation, entre autres. Ils et elles collaborent également avec leurs pairs du monde entier et sont régulièrement invité·e·s à présenter leurs recherches lors de conférences majeures à travers le globe.

### La recherche clinique
La clinique de l'IRCM est un centre de référence en soins cliniques et en recherche médicale. Elle regroupe six cliniques de recherche :
- La clinique de dyslipidémies génétiques,
- La clinique de prévention cardiovasculaire,
- La clinique de maladies rénales rares,
- La clinique d'immunologie primaire,
- La clinique d'hypertension,
- La clinique de diabète.

La clinique de l'IRCM fournit des soins innovants et personnalisés grâce à une approche multidisciplinaire unique qui comprend des médecins, infirmier·ère·s et nutritionnistes. En plus des soins, ses équipes collaborent étroitement pour mener des activités d'enseignement et de recherche avancée, contribuant ainsi à faire progresser continuellement les connaissances en santé.

### Les plateaux technologiques pour la recherche de pointe
L'IRCM détient un parc technologique important composé d'un ensemble d'équipements hautement performants, couvrant en superficie l'équivalent d'un terrain de soccer. Ces plateaux technologiques permettent aux chercheurs et chercheuses de l'IRCM d'accéder à des technologies d'avant-garde à même les locaux, favorisent la formation des étudiant·e·s à diverses techniques de recherche, et offrent un avantage concurrentiel à la communauté interne de l'Institut.
L'Institut offre également des services techniques spécialisés (dont la cytométrie en flux et la microscopie confocale) à la communauté de recherche de la région montréalaise.

## Formation de la relève
En 2023-2024, 187 étudiant·e·s ont été accueillis à l'IRCM. Ils étaient inscrits à des études universitaires de maîtrise, de doctorat ou étaient stagiaires postdoctoraux. 

### L'association étudiante de l'IRCM: l'ASSO
Les intérêts des étudiants sont représentés par l'association étudiante de l'IRCM, l'ASSO. L'ASSO a pour but de favoriser les relations avec les autres membres de la communauté de l'IRCM. À cette fin, elle organise des activités scientifiques et sociales afin de promouvoir un excellent environnement de travail. Elle représente les étudiant·e·s au sein des comités de l'Institut et assure un lien avec d'autres groupes d'étudiant·e·s de l'Université de Montréal et de l'Université McGill.

### Concours Science POP: Une initiative panquébécoise de communication scientifique
Science POP est une initiative de communication scientifique proposée par l'IRCM, propulsée par le Fonds de recherche du Québec (FRQ) et le programme NovaScience du ministère de l'Économie, de l'Innovation et de l'Énergie avec le soutien de la Fondation de l'IRCM. Cet événement vise à renforcer le dialogue entre la science et la société, tout en éveillant la curiosité scientifique au sein de la population québécoise et en favorisant le développement des compétences en transfert des connaissances. 
Unique au Québec, Science POP est le seul concours de communication scientifique panquébécois entièrement consacré à la vulgarisation des sciences de la vie. Le concours s'adresse à la relève scientifique aux cycles supérieurs (maîtrise. doctorat ou stage postdoctoral) et rassemble sous une mission commune les universités, centres de recherches biomédicales et réseaux thématiques des quatre coins de la province du Québec.
Le concours adopte un format structuré autour de trois défis complémentaires, chacun défini par des modalités propres (volets oral et écrit) et des objectifs spécifiques.
- Défi vulgarisation : Expliquer un élément central de son projet de recherche
- Défi média : Attirer l'attention des journalistes sur son projet de recherche
- Défi santé durable : Témoigner de son engagement envers la santé durable

## Fondation de l'IRCM
La Fondation de l'IRCM a pour mission de recueillir des fonds auprès des entreprises, des organismes privés et des particuliers pour soutenir la recherche menée au sein de l'IRCM.
Les fonds ainsi recueillis permettent à la Fondation de soutenir les travaux de recherche, le développement technologique et les activités de formation de l'IRCM, favorisant ainsi son essor.
Afin de remplir sa mission, la Fondation de l'IRCM organise chaque année des événements philanthropiques majeurs tels que le Gala annuel, le Tournoi de golf - Parcours santé, les Dirigeants et dirigeantes engagé·e·s, de même qu'une campagne de collecte de fonds auprès des patients et patientes de la clinique et d'autres généreux donateurs et donatrices.
De plus, depuis sa création en 1967, plusieurs grandes campagnes de financement ont été menées auprès des partenaires privés et généreux bienfaiteurs.

## Rayonnement

### Les conférences
En plus de ses activités régulières de recherche, l'IRCM offre à la communauté scientifique montréalaise plusieurs séries de conférences où des chercheurs et chercheuses renommés de partout à travers le monde sont invités à présenter leurs travaux. Parmi ces conférences, on compte :
- La Série de conférences scientifiques IRCM
- La Série de conférences en éthique de la santé
- Les conférences Marie et Willie Chrétien

### Récompenser la recherche d'excellence
Le prix Marcel-Piché est remis tous les deux ans à un chercheur ou une chercheuse de l'IRCM en reconnaissance de la qualité de ses travaux de recherche et de sa contribution à l'essor et au rayonnement de l'Institut.
Marcel Piché, avocat montréalais spécialisé en droit corporatif, a été le premier président de la fondation de l'IRCM et ce, jusqu'en 1991. Tout au long de sa carrière, il a contribué de façon soutenue à l'essor et au rayonnement de l'Institut.

### Célébrer l'engagement
La Médaille du mérite de l'IRCM est remise à des personnalités qui soutiennent de façon exceptionnelle l'essor des sciences biomédicales ou qui défendent des valeurs chères à l'IRCM.

## Climat de travail
En avril 2023, une enquête journalistique met en lumière des allégations de harcèlement psychologique, de surcharge de travail et de climat toxique dans certains laboratoires de l'Institut. Plusieurs étudiants ou anciens étudiants, ayant fréquenté majoritairement trois laboratoires entre 2010 et 2023, rapportent des pratiques de gestion jugées abusives, incluant de longues heures de présence, des insultes et une pression jugée excessive. Certains affirment avoir quitté le milieu universitaire à la suite de cette expérience.
La direction de l'IRCM reconnaît la diversité des styles de gestion dans les laboratoires, mais affirme qu'elle ne peut intervenir sans plainte officielle. Elle indique avoir mis en place des mesures de sensibilisation, dont une tournée de l'ombudsman dans les laboratoires et la mise sur pied d'un comité de bien-être étudiant.
De plus, après des critiques liées à la précarité financière des étudiants, l'IRCM a annoncé en février 2023 une augmentation des bourses annuelles pour les étudiants à temps plein à la maîtrise et au doctorat, qui passeront à 26 000 $ par année.